# Букови, Мартон
Мартон Букови (венг. Bukovi Márton; 10 декабря 1903, Будапешт — 2 февраля 1985 или 11 февраля 1985, Сет или Будапешт) — венгерский футболист, игравший на позиции полузащитника. Лучший футболист Венгрии (1928 год).
По завершении игровой карьеры — футбольный тренер. Вместе с Белой Гуттманом и Густавом Шебешем, он сформировал трио инновационных венгерских тренеров, которые первыми начали использовать тактическую схему 4-2-4.

## Клубная карьера
Во взрослом футболе дебютировал в 1920 году выступлениями за команду «Эксересек», в которой провел пять сезонов. В 1925 году перешел в итальянский клуб «Альба Рома», в составе которого забил 23 гола в 16 матчах и стал вице-чемпионом Италии сезона 1925/26, пропустив вперед «Ювентусу».
Своей игрой привлек внимание представителей тренерского штаба «Ференцвароша», к составу которого присоединился в 1926 году. Сыграл за клуб из Будапешта следующие семь сезонов своей игровой карьеры, выиграв за это время четыре чемпионата, три национальных кубка, а также Кубок Митропы в 1928 году.
Завершил профессиональную игровую карьеру во французском клубе «Сет», за который выступал на протяжении 1933—1935 годов и в сезоне 1933/34 сделал золотой дубль — выиграл чемпионат и Кубок Франции.

## Выступления за сборную
В 1926 году дебютировал в официальных матчах в составе национальной сборной Венгрии. В течение карьеры в национальной команде, которая длилась 5 лет, провел в форме главной команды страны 12 матчей.

## Карьера тренера
Начал тренерскую карьеру сразу же по завершении карьеры игрока, в 1935 году возглавив тренерский штаб загребского клуба «Граджянски», с которым в сезонах 1936/37 и 1939/40 выигрывал чемпионат Югославии. Этот турнир стал последним довоенным розыгрышем, после чего, в этом же году Мартон выиграл с командой чемпионат бановины Хорватия, а после провозглашения в 1941 году Независимого Государства Хорватии венгерский специалист выиграл дважды чемпионат и однажды Кубок Хорватии.
После второй мировой войны клуб «Граджянски», как и его основные соперники клубы «Конкордия» и ХАШК, были расформированы, а на их основе был создан новый клуб «Динамо» (Загреб) . Первым тренером объединенной команды был назначен Букови. Кроме того новый клуб унаследовал цвета «Граджянски», причем большая часть игроков клуба продолжили карьеру в «Динамо», самыми яркими из которых были Август Лесник, Мирко Кокотович и Франьо Вёлфл. В первом послевоенном сезоне 1946/47 «Динамо» заняло второе место, уступив лишь столичному «Партизану», после чего Букови покинул клуб.
В 1947 году Мартон вернулся на родину и возглавил МТК (Будапешт). В начале социалистической эпохи футбольные клубы Венгрии финансировались за счет крупных промышленных и торговых компаний, различных министерств. Это отразилось на названиях клубов. В 1950 году клуб МТК был переименован в «Текстиль». Через год клуб перешел под крыло военных и стал называться «Будапешт Бастия» («Будапештский бастион»). Через год клуб вновь вернулся под крыло текстильной промышленности и снова сменил название — на этот раз он стал называться «Будапешт ВЛ» (аббревиатура ВЛ в переводе с венгерского означает «красный флаг»). В 1956 году клуб вновь стал называться МТК. Несмотря на эти переименования Букови сумел создать боеспособную команду. Под его руководством в начале 50-х годов в клубе появилась «золотая команда» из лучших игроков Венгрии того времени, таких, как Петер Палоташ, Нандор Хидегкути, Михай Лантош, Йожеф Закариаш и Карой Шандор. С ними Букови трижды выиграл чемпионат Венгрии и еще один раз национальный кубок. В сезоне 1957/58 клуб завоевал свой третий и последний чемпионский титул под руководством Мартона, после чего МТК надолго ушел из ведущих ролей в венгерском футболе (следующий чемпионский титул клуб завоевал только в 1987 году).
Также Букови недолго тренировал «Уйпешт» и национальную сборную Венгрии. Сначала Букови был ассистентом Густава Шебеша в той «Золотой команде», использовавшей новую тактическую схему 4-2-4, а в марте 1956 года, когда Шебеш был уволен с поста тренера национальной сборной, Мартон стал его преемником. 23 сентября 1956 году венгерская сборная во главе с Букови одержала победу со счётом 1:0 над сборной СССР на московском стадионе имени Ленина, нанеся советской команде первое поражение на домашней арене в истории. Всего под его руководством мадьяры провели восемь матчей — шесть побед, одна ничья и одно поражение.
В 1960 году венгерский специалист вторично возглавил «Динамо» (Загреб), но трофеев не завоевал, после чего в 1962—1964 годах тренировал «Диошдьёр».
Последним местом тренерской работы Мартона был греческий «Олимпиакос». Его команда установила новый футбольный греческий рекорд, одержав 12 побед подряд, причем в обоих сезонах, его нахождения у руля, клуб становился чемпионом Греции. В итоге Буковые был вынужден покинуть клуб в декабре 1967 года после серии плохих результатов в сезоне 1967/68 годов, однако главной причиной ухода стало установление в стране военного режима «черных полковников» .
Умер 11 февраля 1985 года на 82-м году жизни во французском городе Сет.

## Титулы и достижения

### Как игрока
- Чемпион Венгрии (3):

«Ференцварош» : 1926-27, 1927-28, 1931-32
- Обладатель Кубка Венгрии (3):

«Ференцварош» : 1926-27, 1927-28, 1932-33
- Чемпион Франции (1):

«Сет» : 1933-34
- Обладатель Кубка Франции (1):

«Сет» : 1933-34
- Обладатель Кубка Митропы (1):

«Ференцварош» : 1928

### Как тренера
- Чемпион Югославии (2):

«Граджянски» : 1936-37, 1939-40
- Чемпион Хорватии (3):

«Граджянски» : 1940, 1941, 1943
- Обладатель Кубка Хорватии (1):

«Граджянски» 1941
- Чемпион Венгрии (3):

МТК (Будапешт) : 1951, 1953, 1957-58
- Обладатель Кубка Венгрии (1):

МТК (Будапешт) : 1951-52
- Чемпион Греции (2):

«Олимпиакос» : 1965-66, 1966-67